# Поющие под дождём
«Поющие под дождём» (англ. Singin' in the Rain), другое название «Пение под дождём» — музыкальный кинофильм 1952 года, снятый Стэнли Доненом и Джином Келли (который в нём же сыграл главную роль). Лучшие песни из фильма («Singing in the Rain», «You Are My Lucky Star», «Temptation», «Good Morning») написаны (в разные годы и по разным поводам) Насио Хербом Брауном. Помимо музыки в кинофильме акцент сделан на хореографию (постановщиком танцев выступил Келли), при весьма тривиальном сюжете и сценической драматургии. Все эти особенности позволяют рассматривать «Поющих под дождём» как типичный американский мюзикл. Кинокритиками США фильм интерпретируется как «автобиография Голливуда» эпохи перехода от немого к звуковому кино.

## Сюжет
1927 год, эпоха немого кинематографа. Дон Локвуд — популярный киноактёр, начинавший свою карьеру простым музыкантом и каскадёром. Постоянная экранная партнёрша Дона — глуповатая, избалованная и эгоистичная Лина Ламонт, которая уверена, что между ней и Доном есть роман, хотя на самом деле это лишь рекламный трюк киностудии, а у Дона Лина и вовсе вызывает только раздражение. Однажды, убегая от преследующих его поклонниц, Дон запрыгивает в машину к танцовщице Кэти Селдон. Согласившись подвезти Дона, Кэти вместе с тем шутит над его актёрским мастерством. По её мнению, игра в немых фильмах не более чем кривляние, и во всех из них показывают одно и то же. На вечере у Симпсона, владельца студии, где снимается Дон, проходит демонстрация технической новинки — звукового кино. Гости, однако, не впечатлены: новшество оценено как «вульгарное» и «несерьёзное». В продолжение вечера Дон вновь встречается с Кэти, которая оказывается одной из приглашённых сюда танцовщиц. Не выдержав мстительных шуток Дона, Кэти бросает в него торт, но попадает в лицо Лине. Несмотря на этот инцидент, у Дона она не выходит из головы, и, когда он пытается её разыскать в течение долгого времени, Лина рассказывает, что она устроила её увольнение. Дон проникается к Лине ещё большим презрением и ненавистью, а затем, когда волей судьбы вновь встречается с Кэти на их съёмочной площадке, извиняется за своё поведение. Кэти также извиняется перед ним за свои слова насчёт кино. Они начинают постепенно сближаться, и позже их отношения перерастают в романтические.
Между тем, первое звуковое кино «Певец джаза» имеет бешеный успех. Симпсон принимает решение начать в своей студии производство звуковых фильмов, первым из которых должен стать «Сражающийся кавалер» с Доном и Линой в главных ролях. Съёмки оказываются сопряжены с массой технических трудностей — актёры не умеют работать с микрофоном. Самой большой проблемой становится некрасивый голос Лины. Тестовая демонстрация картины оборачивается провалом. Во-первых, из-за того, что звуковая техника в то время была вообще плохо освоена, голоса актёров на экране иногда заглушают звуки вроде шуршания одежды, бряканья бус, грохота упавшей трости, или просто, как в случае с Линой, голос прерывается, потому что она отворачивается от микрофона. Во-вторых, Дон обнаруживает, что Кэти была права, когда говорила о кривлянии — снимаясь в немом кино, он так привык выражать эмоции через жесты, что со звуковым сопровождением его игра кажется неестественной. В-третьих, Лине, несмотря на занятия дикцией, не удалось избавиться от своего жуткого голоса, из-за чего сцены, где её героиня рассуждает о любви, вызывают только смех. Ещё один недочёт умудрились допустить монтажёры — в середине просмотра обнаруживается, что при монтаже звук неправильно синхронизировали с изображением, и Лина на экране внезапно начинает говорить мужским голосом.
Фильм собираются переснимать, хотя Дон чувствует, что фильм и так обречён на провал. Но его лучший друг и аккомпаниатор Космо Браун находит решение проблемы — фильм можно подправить, переозвучить, и Кэти продублирует Лину. Симпсону эта идея приходится по душе, и «Сражающегося кавалера» решают сделать мюзиклом, назвав его «Танцующим кавалером», а все партии Лины, соответственно, должна спеть Кэти. Единственная, кто этим недоволен, это Лина, ибо студия собирается указать на афише и в титрах имя Кэти как голосовой дублёрши Лины, а заодно обеспечить ей рекламу как начинающей актрисе. Выходит, что всем станет известно, насколько Лина плоха голосом и актёрской игрой. Её возмущает и открывшаяся ей любовь Дона и Кэти, которую она считает ненастоящей (Лина уверена, что «все знают, что Дон влюблён в неё»), а Дон объявляет ей, что он собирается жениться на Кэти. Лина не сдаётся и шантажирует Симпсона тем, что по своему контракту она имеет право влиять на свою рекламу: «если ей что-то не понравится», она может подать на студию в суд. Симпсон вынужден согласиться с её требованиями, и в афише, титрах и газетах убирают всю информацию о «чужом» голосе Лины — теперь она якобы всё озвучила самостоятельно.
Премьера фильма проходит с большим успехом. Зрители хвалят голос и игру главной героини. Лина очень довольна и рассказывает Дону, Кэти, Космо и Симпсону, что хочет использовать голос Кэти в последующих своих картинах. У Кэти всё равно подписан контракт со студией, а репутация и мнение известной актрисы для Симпсона гораздо важнее репутации и мнения какой-то безымянной звуковой дублёрши. Раньше Лине никогда не позволяли давать интервью на публике (всё из-за того же неприятного голоса), и в этот раз она, не заботясь об этих запретах, выходит на сцену, чтобы сказать пару слов. Публика удивлена, что она звучит не так, как на экране, и её просят спеть. Лина сильно сбита с толку, но Дон ставит Кэти за занавес, а Лине говорит лишь открывать рот. В расстроенных чувствах Кэти выполняет требование Дона, и Лина притворяется, что она запела. Во время песни Дон, Космо и Симпсон поднимают занавес, показывая всем поющую Кэти, а потом Космо аккуратно заменяет Кэти в вокальной партии, и Лина вновь «озвучивается» мужским голосом. Обернувшись и увидев подмену, Лина с позором убегает за кулисы. Дон представляет всем Кэти как истинную звезду вышедшего фильма. Кэти понимает, что он сделал это ради неё и планировал сбросить маску с Лины с самого начала её «пения». Их имена становятся известными благодаря этой картине, и сами влюблённые остаются счастливой парой, несмотря ни на что.

## В ролях
- Джин Келли — Дон Локвуд
- Дональд О’Коннор — Космо Браун
- Дебби Рейнольдс — Кэти Селдон
- Джин Хэген — Лина Ламонт
- Миллард Митчелл — Р. Ф. Симпсон
- Сид Чарисс — танцовщица
- Дуглас Фоули — Роскоу Декстер
- Рита Морено — Зельда Зандерс

В титрах не указаны
- Дороти Патрик — билетёрша
- Мэдж Блейк — Дора Бэйли
- Доун Аддамс — девушка

## Создатели
- Режиссёры — Джин Келли и Стэнли Донен
- Сценарий Адольфа Грина и Бетти Комден
- Тексты песен: Артур Фрид, музыка Насио Херба Брауна
- Музыкальный директор — Ленни Хайтон
- Музыкальные номера, дирижёр, танцовщик, хореограф и режиссёр — Джин Келли и Стэнли Донен
- Оператор — Харольд Россон
- Консультант цвета Technicolor — Генри Джаффа, Джеймс Гуч
- Художники-постановщики — Седрик Гиббонс и Рэндэлл Дуэлл
- Редактор — Адриенн Фазан
- Звукооператор — Дуглас Шеарер
- Оркестровки — Конрад Сэлинджер, Валли Хеджлин и Скип Мартин
- Вокальные аранжировки — Джефф Александер
- Декорации — Эдвин Б. Уиллис, Джекью Мэпес
- Специальные эффекты — Варрен Ньюкомб, Ирвинг Г. Рис
- Художник по костюмам — Уолтер Планкетт
- Дизайн причёсок — Сидней Гуиларофф
- Грим — Уильям Таттл
- Продюсер — Артур Фрид

## Песни
| Песни, звучащие в фильме:         | Где звучали до этого:                                                      |
| --------------------------------- | -------------------------------------------------------------------------- |
| Singin' in the rain               | Hollywood Revue of 1929 (1929)                                             |
| Fit as a Fiddle                   | Написана для фильма                                                        |
| All I Do Is Dream of You          | Sadie McKee (1934)                                                         |
| Make 'Em Laugh                    | мелодия песни повторяет мелодию «Be a Clown» из фильма «The Pirate» (1948) |
| I’ve Got a Feelin' You’re Foolin' | Broadway Melody of 1936 (1935)                                             |
| The Wedding of the Painted Doll   | The Broadway Melody (1929)                                                 |
| Should I?                         | Lord Byron of Broadway (1930)                                              |
| Beautiful Girl                    | Going Hollywood (1933)                                                     |
| You Were Meant for Me             | The Broadway Melody (1929); Hollywood Revue of 1929 (1929)                 |
| Moses Supposes                    | Написана для фильма                                                        |
| Good Morning                      | Babes in Arms (1939)                                                       |
| Would You?                        | San Francisco (1936)                                                       |
| Broadway Rhythm                   | Broadway Melody of 1936 (1935); Babes in Arms (1939)                       |
| You Are My Lucky Star             | Broadway Melody of 1936 (1935); Babes in Arms (1939)                       |

В сцене, где Кэти дублирует отрывок с Линой из «Сражающегося кавалера», зритель слышит не голос Дебби Рейнольдс, а настоящий, не комично-кривляющийся голос Джин Хэген. А в песне «Would You», где опять же Кэти Селдон по сюжету поёт за Лину, вокал за кадром исполнила певица Бетти Нойес. В остальном же Рейнольдс сама спела почти все свои вокальные партии, кроме звучащей в финале «You Are My Lucky Star».

## Производство
Сценаристов Адольфа Грина и Бетти Комден попросили написать историю, которая связала бы лучшие музыкальные номера из продукции компании «MGM». Многие из них были созданы композиторами Насио Хербом Брауном и Артуром Фридом. Сценарий фильма создавался с таким учётом, чтобы песни органично вошли в него. Изначально фильм должен был стать ремейком немого фильма 1928 года «Лишний багаж», но драматурги обнаружили, что лучшие мелодии в фильмах появились в период перехода от немого к звуковому кино, что и стало сюжетной завязкой к фильму. И хотя фильм выполнен в комедийном стиле, но крах Лины Ламонт, звезды немого кино, которой по сюжету не удалось приспособиться к приходу звука, выглядит комедией лишь на экране. В реальности же у половины тогдашних кинозвёзд Голливуда разом пошли на спад их карьеры, потому что они не могли говорить в нужной для тогдашней звуковой техники тональности. Так, Джин Келли провёл несколько бесед с известным комиком немого кино Бастером Китоном, чтобы лучше понять, каким ударом звук стал для звезды «немой комической» (хотя карьера Китона разрушилась по причине того, что он имел несчастье заключить контракт со всё той же «MGM» и в итоге потерял творческую свободу).
Некоторые персонажи фильма представляют собой пародии на голливудских звёзд «немого» периода. Так, Зельда Зэндерс — это пародия на Клару Боу, Ольга Мара — на Полу Негри. А барон де ла Ма де ла Тулон — это намек на маркиза Анри де ла Фалеза де Кудрэ, мужа Глории Свенсон. Некоторые гэги были основаны на смешных воспоминаниях костюмера Уолтера Планкетта, начинавшего карьеру в 1929 году — в период зарождения звукового кино.
По ранней версии сценария фильма музыкальный номер «Singin' in the Rain» должен был исполняться всеми тремя главными героями — Доном, Кэти и Космо, возвращающимися с провального тестового просмотра их звукового фильма. Хотя сам номер был снят, но был вставлен во вступительные титры, а в самом сюжете номер в итоге исполняет только один Дон и в другом контексте сюжета.

### Кастинг
Роль Космо Брауна сценаристы писали с расчётом на Оскара Леванта, из-за чего изначально Космо был старше Дона, но в итоге её сыграл Дональд О’Коннор, который был моложе Леванта почти на 20 лет, а потому и Космо вышел моложе Дона. На роль Дона, в свою очередь, планировалось взять Ховарда Кила. 19-летняя Дебби Рейнольдс, для которой это была первая крупная работа в кино, получила роль Кэти Селдон в основном из-за своего юного возраста. Студии «MGM» очень хотелось взять на эту роль более известную актрису, вроде Джуди Гарленд, Джун Эллисон или Джейн Пауэлл, а Джин Келли предлагал на эту роль свою ассистентку по хореографии Кэрол Хейни, но их всех посчитали «слишком старыми» для роли Кэти.
Образ Лины Ламонт Адольф Грин и Бетти Комден списали с актрисы Джуди Холлидей, с которой они когда-то работали в ночных клубах в составе комического квартета «The Revuers». Причём, была даже идея пригласить на роль Лины саму Холлидей, но актриса после выхода скандального фильма «Рождённая вчера» (1950) находилась в поле зрения ФБР (из-за сюжета создателей «Рождённой» обвинили в симпатиях к коммунизму). Сыгравшая роль Лины Джин Хэген была дублёршей Холлидей в бродвейской постановке «Рождённой» и они обе исполнили главные роли в фильме «Ребро Адама» (1949), где героиня Хэген говорит почти в точно такой же манере, как Лина.

### Съёмки
Немой чёрно-белый фильм с Доном и Линой в главных ролях, чья премьера показана в начале, это на самом деле вырезка из реального фильма «Три мушкетёра» (1948), где Джин Келли сыграл роль д’Артаньяна. В реальности этот фильм цветной и звуковой, но для «Поющих под дождём» из показанных отрывков убрали звук и цвет, а заодно в тех же декорациях, в которых снимались «Мушкетёры», было доснято несколько кадров с участием Келли и Хэген. Но в некоторых кадрах, вместо Джин Хэген, зритель на самом деле видит Лану Тёрнер, которая в «Мушкетёрах» исполняла роль леди Винтер.
Дебби Рейнольдс, жившей в то время с родителями, приходилось вставать в 4 утра и отправляться на студию на трёх разных автобусах. Иногда она досыпала прямо на съёмочной площадке. Кроме того, она так отдавалась на съёмках, что во время постановки танцев у неё лопались кровяные сосуды на ногах. После съемки сцены «Good morning», которая продолжалась 19 часов, Дональду О’Коннору пришлось на руках относить Рейнольдс до гримёрки, так как она даже не могла ходить. Позже Рейнольдс рассказывала, что съёмки в этом фильме и вынашивание ребёнка — две самые изнурительные вещи, которые ей пришлось пережить. Между тем, Джин Келли буквально в первый же день оскорбил Рейнольдс, заявив, что она абсолютно не умеет танцевать. По счастью, на съемочной площадке оказался Фред Астер, заставший Рейнольдс ревущей под фортепиано. Он и помог ей разучить танцы для фильма. Сам Келли же был совершенно далёк от образа чуткого Дона Локвуда — он славился тираническими замашками, не прощал Дональду О’Коннору никаких ошибок, чем довёл его до того, что тот выкуривал в день по четыре пачки сигарет. Во время постановки хореографии песни «Make 'Em Laugh» Келли придумал О’Коннору несколько таких тяжёлых танцевальных трюков, что после завершения съёмки песни последний целую неделю страдал от истощения и раздражения кожи лица (которое он получил, когда в одной из сцен песни кувыркался плашмя на ковре). Ситуацию усугубило то, что изначально отснятый дубль оказался в результате несчастного случая забракован и О’Коннору, после краткого отдыха, пришлось делать всё заново.
Во время съёмок одного из самых известных танцевальных номеров фильма, когда герой Джина Келли поёт под дождём заглавную песню фильма, у актёра был жар, но, несмотря на высокую температуру (39,4 °C), он отказался отправиться домой. Тем не менее съёмки музыкального номера не удалось завершить в тот же день, поскольку к вечеру вернувшиеся по домам жители Калвер-Сити, где расположена студия, резко повысили расход воды в районе, и для имитации дождя не хватало давления.

## Релиз
В США и Канаде в 1980-е годы фильм выпущен видеокомпанией «MGM/UA Home Video» на VHS и Betacam. В СССР и России фильм распространялся в авторском одноголосом закадровом переводе Андрея Гаврилова на видеокассетах и лазерных дисках, в системе PAL.
В 1996 году фильм перевыпущен компанией «Metro-Goldwyn-Mayer Home Entertainment» на VHS и Laserdisc. В 1997 году в США и Канаде фильм был выпущен на DVD дистрибьютором «MGM DVD», изначально только со звуком Dolby Digital 1.0 Mono, позже также и со звуком 5.1 Surround.
Согласно аудиокомментарию, включённому в выпущенное на DVD в 2002 году специальное издание, оригинальный негатив фильма был утрачен при пожаре. Тем не менее для этого выпуска фильм был восстановлен цифровым образом.
В июле 2012 года состоялся выпуск фильма на Blu-ray в редакции Ultimate Collector’s Edition.
В России в 2002 году выпускался на DVD в переводе Юрия Живова в Dolby Surround 5.1, с оригинальной дорожкой в Dolby 5.1 и 1.0 (Mono), с английскими и французскими субтитрами. Дополнительные материалы в этом издании отсутствуют. Выпускался только в системе NTSC.
Кроме того, в сентябре 2002 года он выпущен на DVD в оригинальном издании с многоголосым закадровым переводом в системе PAL.
Информация на DVD:
- Издание: MGM DVD
- Язык меню: английский
- Язык звуковой дорожки: русский (многоголосый, закадровый) и английский — Dolby Digital 5.1
- Субтитры: английские и французские
- Дополнительно: как снимался фильм, кинопрокатный ролик, фотогалерея и другие…

Позже фильм также выпускался с разными многоголосыми закадровыми переводами. Русские меню и русские субтитры в этих ранних изданиях отсутствовали.

### Юбилейный релиз к 70-летию фильма
В апреле 2022 года состоялся юбилейный релиз фильма к 70-летию со дня премьеры в США. Для этого издания киностудия предоставила сохранившиеся элементы — оригинальный кинонегатив и сохранившиеся фильмокопии, которые были заново отсканированы по новой технологической методике на собственной системе сканирования (покадровое сканирование фильма в высоком разрешении 8к) и затем подвергнуты тщательной реставрации в формате высокого разрешения 4К в собственной студии пост-продукции кинокомпании Warner Bros. В процессе реставрации, который занял более года, специалисты кинокомпании работали с каждым из более миллиона кадров киноленты, затем приводили все кадры фильма к единой цветовой гамме традиционными оптическими методами визуального контроля, а также помощью компьютерных программ и технологии спектрального анализа цветонесущего слоя киноплёнки. В процессе реставрации были очищены от повреждений, окисления, царапин, пробелов и прочих дефектов и приведены к единой цветовой гамме все кадры фильма. Полной реставрации была подвергнута и фонограмма фильма, которая с помощью новейших аудиотехнологий перезаписана из монофонического оригинала в многоканальный формат для современных систем стерео и панорамного звучания в форматах 2.0 и 5.1 (только на английском языке), а также сохранён реставрированный оригинал фонограммы фильма в формате моно. Кинокомпания Warner Bros. выпустила юбилейное издание фильма в двух форматах: 4K и 2K. Издание содержит оба формата — 4K и 2K — в одной упаковке на двух дисках стандарта Blu-ray.

## Критика и награды

### Награды и премии
- В 1953 году Дональд О’Коннор (роль Космо Брауна) получил премию «Золотой глобус за лучшую мужскую роль — кинокомедия/мюзикл».
- За роль Лины Ламон на «Оскар» за лучшую женскую роль второго плана номинировалась Джин Хэген. Кроме этого, фильм номинировался на премию «Оскар» за музыкальное сопровождение.
- Бетти Комден и Адольф Грин были удостоены Премии Гильдии сценаристов США за лучший сценарий мюзикла[англ.].
- «Поющие под дождём» был номинирован на премию BAFTA за лучший фильм.
- Национальный совет кинокритиков США включил фильм в десять лучших фильмов года.

### Позднейшее признание
- «Поющие под дождём» был в числе первых 25 фильмов, добавленных в Национальный реестр в 1989 году.
- Картина попала в несколько списков лучших фильмов по версии Американского института киноискусства — AFI’s 100 Years…:
  - В списке 100 лучших американских фильмов за 100 лет по версии AFI, опубликованном в 1998 году, фильм занял десятую позицию. В опубликованном через 10 лет юбилейном переиздании списка «Поющие под дождём» были уже на пятом месте.
  - В списке 100 самых смешных американских фильмов за 100 лет по версии AFI (2000) фильм занимает 16 место.
  - В списке 100 самых страстных американских фильмов за 100 лет по версии AFI (2002) фильм занимает 16 место.
  - Героиня фильма Лина Ламонт была номинирована в список 100 лучших героев и злодеев по версии AFI (2003) в качестве злодейки[9].
  - В списке 100 лучших песен из американских фильмов за 100 лет по версии AFI (2004) фигурируют три песни из кинофильма. Заглавная «Singin' in the Rain» занимает третью позицию, а у песни «Make 'Em Laugh» и «Good Morning» — 49 и 72 место соответственно.
  - Фраза Лины Ламонт «Они что, за дуру меня принимают? Да я зарабатываю больше денег, чем Калвин Кулидж! Вместе взятый!» была номинирована в список 100 известных цитат из американских фильмов за 100 лет по версии AFI (2005)[10].
  - Картина возглавляет список лучших американских фильмов-мюзиклов за 100 лет по версии AFI (2006).